# Армстронг Витворт AW.35
Армстронг Витворт AW.35 (енгл. Armstrong Whitworth AW.35 Scimitar) је ловачки авион направљен у Уједињеном Краљевству. Авион је први пут полетео 1934. године. 

Највећа брзина у хоризонталном лету је износила 336 km/h. Размах крила је био 10,0 метара, а дужина 7,6 метара. Маса празног авиона је износила 1344 килограма, а нормална полетна маса 1864 kg.

## Наоружање
| Наоружање авиона: Армстронг Витворт |       |
| Ватрено (стрељачко) наоружање       |       |
| Топ                                 |       |
| Митраљез                            |       |
| Број и ознака митраљеза             | 2     |
| Калибар                             | 7,7   |
| Бомбардерско наоружање (бомбе)      |       |
| Класичне авио бомбе                 | 4     |
| Укупна маса                         | до 36 |
| Ракетно наоружање (ракете)          |       |